# Armorial des familles de l'Angoumois
- le nombre de blasons représentés est faible par rapport au sujet de la page.

L'Armorial des familles de l'Angoumois présente les armoiries, ainsi que les devises des familles nobles et notables ayant eu une présence significative en Angoumois sous l'Ancien Régime, par ordre alphabétique, sans tenir compte de la chronologie.

## Familles comtales
| Blason | Nom de la famille, blasonnement et devise |
| ------ | --- |
|        | Maison Taillefer Angoulême 1re race Losangé d'or et de gueules. |
|        | Maison Plantagenêt De gueules à trois léopards d'or, l'un sur l'autre. |
|        | Maison de Lusignan Burelé d'argent et d'azur ; au lion de gueules, armé, lampassé et couronné d'or brochant sur le tout.                                                                            |
|        | Maison d'Angoulême Orléans-Angoulême D'azur à trois fleurs de lys d'or, et un lambel à trois pendants d'argent en chef chargé de trois croissants d'azur. Différences entre dessin et blasonnement. |

## Familles de l'Angoumois
- Haut – A
- B
- C
- D
- E
- F
- G
- H
- I
- J
- K
- L
- M
- N
- O
- P
- Q
- R
- S
- T
- U
- V
- W
- X
- Y
- Z

### A
| Blason | Nom de la famille, blasonnement et devise |
| ------ | --- |
|        | Famille Achard ou des Achards D'argent à trois fasces abaissées de gueules, surmontées de six triangles vidés de sable, entrelacés 2 et 2 et posés 2 et 1., Devise : « Ex virtute nobilitas » |
|        | Famille d'Assier ou Dassier (Confolens) D'or à trois bandes de gueules. Devise : « Bonne trempe et sans rouille »                                                                             |

### B
| Blason | Nom de la famille, blasonnement et devise |
| ------ | --- |
|        | Famille Baillet de La Brousse (Ruffec) D'azur à une bande d'argent accompagnée de deux dragons ailés d'or. Alias d'argent, à une bande de gueules accompagnée en chef d'un dragon ailé de sinople et en pointe d'un chardon fleuri de gueules, tigé de sinople. |
|        | Famille de Barbezières D'argent à trois fusées et deux demi-fusées accolées en fasce de gueules. |
|        | Famille Bardonin de Sansac ou Bardonnin D'azur à trois molettes d'éperon d'or., |
|        | Famille de Bremond d'Ars olim Bremond, Bermond D'azur à l'aigle à deux têtes d'or au vol abaissé, languée de gueules., Devise : « Nobilitas est virtus » ou « In fortuna virtutem »                                                                             |
|        | Famille de Brettes olim de Brettes des Cros D'argent à trois vaches passantes de gueules, l'une sur l'autre (colletées et clarinées d'azur)., |

### C
| Blason           | Nom de la famille, blasonnement et devise |
| ---------------- | --- |
|                  | Famille de Céris D'azur à la croix alésée d'argent. |
| Blason Chabanais | Famille de Chabanais D'or à deux lions léopardés de gueules. |
|                  | Famille de Chabannes De gueules au lion d'hermine, couronné, armé et lampassé d'or., Devise : « Je ne le cède à nul autre »                                                                   |
|                  | Famille Chabot D'or à trois chabots de gueules. |
|                  | Famille de Chambes D'azur semé de fleurs de lys d'argent ; au lion du même, armé, lampassé et couronné de gueules, brochant sur le tout. Alias les fleurs de lys d'or, le lion couronné d'or. |
|                  | Famille de Chérade de Montbron D'azur à trois losanges d'or, 2, 1., Illustration : Étienne Chérade (1663-1714), conseiller du roi, lieutenant général d'Angoumois.                            |

### D
| Blason | Nom de la famille, blasonnement et devise      |
| ------ | ---------------------------------------------- |
|        | Famille Dauphin D'argent à deux fasces d'azur. |

### E
| Blason | Nom de la famille, blasonnement et devise |
| ------ | --- |
|        | Famille Eschallard D'azur à un chevron d'or. |
|        | Famille d'Esparbès, orig. Armagnac D'argent à la fasce de gueules, et trois merlettes de sable (alias trois éperviers). Illustration : Henri Joseph d'Esparbès de Lussan d'Aubeterre (1714-1788), militaire français, chevalier du Saint-Esprit. |

### G
| Blason | Nom de la famille, blasonnement et devise |
| ------ | --- |
|        | Famille de Galard de Béarn et de Brassac D'or à trois corneilles de sable, membrées et becquées de gueules. Alias écartelé ; aux 2 et 3, d'or à deux vaches passantes de gueules, accolées, accornées et clarinées d'azur., |

### H
| Blason | Nom de la famille, blasonnement et devise                                |
| ------ | ------------------------------------------------------------------------ |
|        | Famille d'Hastelet de Planche-Mesnier De gueules à trois tourteaux d'or. |

### L
| Blason                   | Nom de la famille, blasonnement et devise |
| ------------------------ | --- |
|                          | Famille de La Laurencie D'azur à une aigle bicéphale d'argent au vol abaissé, becquée et membrée d'or. Alias à une aigle éployée d'argent, becquée d'or. Alias d'argent, à l'aigle bicéphale de sable. Devise : « Vas où tu peux, meurs où tu dois » |
| Blason Famille de Livron | Famille de Livron D'argent, à trois fasces de gueules, et un franc-quartier d'argent, chargé d'un roc d'échiquier de gueules. |

### M
| Blason                      | Nom de la famille, blasonnement et devise |
| --------------------------- | --- |
|                             | Famille de Montalembert D'argent à la croix ancrée de sable., Devise : « Ferrum fero, ferro feror » Illustration : Marc-René de Montalembert (1714-1800), général, homme de lettres et ingénieur français.                      |
| Blason Famille de Montberon | Famille de Montberon olim Montbron Écartelé : aux 1 et 4, burelé d'argent et d'azur à huit pièces ; aux 2 et 3 de gueules plein., Illustration : Jacques de Montberon (ca.1350-1422), maréchal de France, sénéchal d'Angoulême. |

### P
| Blason                   | Nom de la famille, blasonnement et devise |
| ------------------------ | --- |
|                          | Famille du Pont D'azur à un pont d'argent surmonté de trois étoiles d'or rangées en chef. |
|                          | Famille de Ponthieu Écartelé d'or et de gueules. |
|                          | Famille de La Porte d'Hust, orig. Périgord D'azur à la fasce palée d'or et de gueules, accompagnée de deux loups passants d'or, un en chef et un en pointe. |
| Blason Famille Préveraud | Famille Préveraud des Mesnardières D'azur, à un chevron d'or, accompagné de trois grenades ouvertes, tigées et feuillées de même., |
|                          | Famille Prévost de Touchimbert et de La Chaume D'argent, à deux fasces de sable, accompagnées de six merlettes de sable, ni pattées, ni becquées, 3, 2 et 1., Illustration : Louis Prévost de Sansac († 1576), grand fauconnier de France et gouverneur de l'Angoumois. |

### R
| Blason | Nom de la famille, blasonnement et devise |
| ------ | --- |
|        | Famille de Reilhac Écartelé : aux 1 et 4 d'argent au lion de sable ; aux 2 et 3 de gueules à l'aigle d'argent. Devise : « Nec aspera terrent »             |
|        | Famille de La Rochefoucauld Burelé d'argent et d'azur ; à trois chevrons de gueules brochant sur le tout, le premier écimé. Devise : « C'est mon plaisir » |
|        | Famille de Roffignac ou Rouffignac D'or à un lion rampant de gueules, armé et lampassé de même. Alias d'azur, au lion rampant d'or.                        |

### S
| Blason | Nom de la famille, blasonnement et devise |
| ------ | --- |
|        | Famille de Sainte-Hermine D'argent semé de mouchetures d'hermine., Illustration : Hélie-François de Sainte-Hermine (ca.1666-1742), officier de marine et aristocrate français. |
|        | Famille de Sainte-Maure de Montausier, orig. Touraine D'argent à la fasce de gueules.                                                                                          |
|        | Famille de Salignac d'Esseyx D'argent à trois fusées de gueules rangées en fasce.,                                                                                             |
|        | Famille de Salignac de L'Oliverie D'azur à trois fusées d'or rangées en fasce.                                                                                                 |

### T
| Blason                   | Nom de la famille, blasonnement et devise |
| ------------------------ | --- |
| Blason Famille Terrasson | Famille Terrasson D'azur à un monde d'or et deux étoiles de même en pointe. Illustration : Alexandre René Gabriel de Terrasson de Montleau (1773-1873), homme politique français.                                                                                      |
|                          | Famille du Tillet D'or à la croix pattée et alésée de gueules. Alias écartelé, aux 1 et 4 d'azur au chevron d'or accompagné de trois molettes d'éperon du même, aux 2 et 3 d'or à trois chabots de gueules ; sur le tout, d'or à la croix pattée et alésée de gueules. |

### V
| Blason | Nom de la famille, blasonnement et devise |
| ------ | --- |
|        | Famille de Verthamon Écartelé : au 1, de gueules, au lion léopardé d'or, qui est de Verthamon ; aux 2 et 3, cinq points d'or équipollés à quatre d'azur ; au 4 de gueules plein. Devise : « Fais que dois advienne que pourra » |
|        | Famille de Volvire ou Volluire Burelé d'or et de gueules à dix pièces., |

- Haut – A
- B
- C
- D
- E
- F
- G
- H
- I
- J
- K
- L
- M
- N
- O
- P
- Q
- R
- S
- T
- U
- V
- W
- X
- Y
- Z